# Gaute Engstrøm
Gaute Engstrøm (18 novembre 1959) è un ex calciatore norvegese, di ruolo centrocampista.

## Carriera
Engstrøm ha vestito la maglia dell'Ålgård dal 1976 al 1981. Nel 1981 è passato al Bryne, per cui ha giocato 3 partite nelle competizioni europee per club, la prima delle quali in data 16 settembre 1981, venendo schierato titolare nella sconfitta casalinga per 0-2 contro il Winterslag.